# Sulaiman Awaekachi
Sulaiman Awaekachi (thailändisch สุไลมาน อาแวกะจิ, * 9. Juli 1988 in Narathiwat) ist ein ehemaliger thailändischer Fußballspieler.

## Karriere
Sulaiman Awaekachi stand bis Ende 2013 bei Songkhla United unter Vertrag. Wo er vorher gespielt hat, ist unbekannt. Der Verein aus Songkhla spielte in der ersten Liga des Landes, der Thai Premier League. Für Songkhla bestritt er 19 Spiele in der ersten Liga. 2014 wechselte er zum Bangkok FC. Mit dem Verein aus der thailändischen Hauptstadt Bangkok spielte er in der zweiten Liga, der Thai Premier League Division 1. Nach einem Jahr ging er 2015 nach Trat. Hier schloss er sich dem Ligakonkurrenten Trat FC an. Für Trat spielte er die Hinserie. Zur Rückserie wechselte er zum Nara United FC nach Narathiwat. 2015 spielte der Verein in der dritten Liga, der damaligen Regional League Division 2. Hier trat man in der Southern Region an. 2016 wurde er mit Nara Vizemeister der Region. Nach der Ligareform 2017 spielte man in der Thai League 3. Hier trat man in der Lower Region an. 2018 feierte er mit Nara die Vizemeisterschaft. 2021 beendete er seine Karriere als Fußballspieler.

## Erfolge
Nara United FC
- Regional League Division 2 – South: 2016 (Vizemeister)
- Thai League 3 – South: 2018 (Vizemeister)